# Alexandro Pape
Alexandro Pape (* 3. Dezember 1973 in Neuss) ist ein deutscher Koch.

## Leben
Alexandro Papes Vater stammt aus Sardinien. Nach der Ausbildung wechselte er 1993 zum Restaurant Herzog von Burgund in Neuss, 1996 zum Restaurant Residence in Essen bei Henri Bach und 1998 zum Restaurant Hummerstübchen bei Peter Nöthel in Düsseldorf.
Von 1999 bis 2016 kochte er auf Sylt im Restaurant Fährhaus, das mit zwei Michelin-Sternen und 17 Punkten im Gault Millau ausgezeichnet wurde. Im ersten Quartal 2016 wurde das Restaurant geschlossen.
Pape eröffnete im April 2016 eine „Bier- und Brot-Stube“ mit Bier aus Papes „Sylter Genussmacherei“, hausgebackenem Brot und Aufstrichen.
Pape ist Vater von zwei Töchtern.

## Auszeichnungen
- 2000, 2. Platz Aufsteiger des Jahres, Der Feinschmecker
- 2002, Koch des Monats, Der Feinschmecker
- Zwei Michelin-Sterne für das Restaurant Fährhaus auf Sylt
- 17 Punkte im Gault Millau